# 桃花源街道
桃花源镇，舊名鍾多鎮，是中华人民共和国重庆市酉阳土家族苗族自治县下辖的一个乡镇级行政单位。

## 行政区划
桃花源镇下辖以下地区：
城北社区、桃花源社区、龙池村、双福村、花园村、东流口村、天山堡村和凉风村。